# Kaffebønne
 Der er for få eller ingen kildehenvisninger i denne artikel, hvilket er et problem. Du kan hjælpe ved at angive troværdige kilder til de påstande, som fremføres i artiklen.

Kaffebønner er frugtkerner fra kaffe-slægten (Coffea). Kaffebønner indeholder blandt andet det aktive stof koffein, men også forskellige syrer som fosforsyre. Inden de kan benyttes til at brygge kaffe på, skal bærret først plukkes og frugtkødet skal fjernes, bønnerne fjernes ved hjælp af en pulper, herefter vaskes og fermenteres kaffebønnerne. De grønne bønner tørres, afskalles og sorteret efter kvalitet flere gange afhængig af hvad de skal benyttes til.
Der findes mange forskellige processer hvorved kaffen enten fermenteres i rent vand eller i egen frugtskal. Dette er afhængigt af hvilke smagsstoffer, man ønsker at frembringe.
De tørrede grønne bønner ristes i en kafferister, hvorved en lang række stoffer i den grønne bønne ændres ved opvarmning. Der er primært 2 processer som sker ved kafferistning, Maillard-reaktion og Strecker-nedbrydning. Under ristningen dannes stoffer flere hundrede aromatiske stoffer, der kan udtrækkes med vand under brygningen. Til sidst formales bønnen til det pulver, der benyttes til kaffebrygning.